# 江天鐸
江 天鐸（こう てんたく）は、中華民国の政治家・弁護士・教育者・外交官。北京政府の要人。字は競庵、嶃盦。

## 事績

### 1920年までの活動
清末に日本へ留学し、1907年（光緒33年・明治40年）に早稲田大学専門部政治経済科を卒業した。帰国後は民政部則例局纂修に任じられる。1910年（宣統2年）、京師高等警察学堂の教習となった。1912年（民国元年）、弁護士を開業し、律師公会会長（弁護士会会長）となった。翌年、衆議院議員に当選し、徐世昌の法律顧問として登用される。衆議院議員としては、小政党の超然社や大中党に属した。
1916年（民国5年）7月6日、江天鐸は農商部秘書に任命された。翌1917年（民国6年）7月、段祺瑞内閣で農商部次長に任命され、1920年2月27日から、靳雲鵬内閣と薩鎮氷臨時内閣で農商部長代理を務めた。同年3月25日には、糧食調査会会長も兼任したが、8月14日、薩臨時内閣の総辞職に伴い農商部次長と糧食調査会会長を辞任している。

### 1922年以降の活動
1922年（民国11年）6月15日（または16日）、江天鐸は顔恵慶臨時内閣で農商部次長に再任され、唐紹儀臨時内閣となった後の8月15日、農商総長に実際には就任しなかった盧信の代理を務めた。その6日後の8月21日に全国水利局総裁へ異動している。9月2日には、揚子江水道討論委員会副会長も兼任した。翌1923年（民国12年）、私立民国大学校長に就任し、1930年（民国19年）まで在任することになる。張紹曽内閣の1923年5月13日に、全国水利局総裁と揚子江水道討論委員会副会長を辞任した。
1926年（民国15年）6月22日、杜錫珪臨時内閣で内務部次長に任ぜられ、更に揚子江水道討論委員会会長と督弁賑務公署坐弁も兼任した。顧維鈞臨時内閣の翌1927年（民国16年）1月18日に内務部次長を免ぜられ、まもなく他の各職からも退いた。

### 晩年
1937年（民国26年）3月、江天鐸は冀東防共自治政府の駐満州国外交特派員に任命され、同月30日に新京で着任した。後に江は上海へ移り、弁護士として活動する。
1939年（民国28年）1月30日、呉佩孚が内外記者会見を開いて「和平救国宣言」を発表し、江天鐸も和平救国会連盟の構成員として同宣言に連署したと報道された。しかし、この内外記者会見自体が、張燕卿による実態を伴わない宣伝であった可能性すら指摘されており、江の活動状況の実態も不明である。また、南京国民政府（汪兆銘政権）に参加するよう日本側から誘われた際には、江はこれを拒否したとされる。
1940年（民国29年）、死去。享年63。

## 注
1. 1 2 3 4 5 6 7 8  徐主編（2007）、396頁。
2. ↑  早稲田大学校友会(1934)、291頁。なお、「江天澤」と誤記されている。
3. ↑  謝（1924/2007）。
4. ↑  『政府公報』第182号、1916年（民国5年）7月7日。
5. ↑  『政府公報』第1451号、1920年（民国9年）2月28日及び『政府公報』第1453号、1920（民国9年）3月1日。
6. ↑  『政府公報』第1478号、1920年（民国9年）3月26日。
7. ↑  『政府公報』第1617号、1920年（民国9年）8月15日。
8. ↑  『政府公報』第2258号、1922年（民国11年）6月16日及び『政府公報』第2260号、1922年（民国11年）6月17日。
9. ↑  『政府公報』第2318号、1922年（民国11年）8月16日。
10. ↑  『政府公報』第2324号、1922年（民国11年）8月22日。劉ほか編（1995）年、47頁によれば、翌22日に農商部次長から免ぜられている。
11. ↑  『政府公報』第2336号、1922年（民国11年）9月3日。
12. ↑  『北京高等教育史料 1』、266頁。
13. ↑  『政府公報』第2926号、1923年（民国12年）5月13日。
14. ↑  『政府公報』第3663号、1926年（民国15年）6月23日。
15. ↑  『政府公報』第3685号、1926年（民国15年）7月16日及び『政府公報』第3713号、1926年（民国15年）8月13日。
16. ↑  『政府公報』第3861号、1927年（民国16年）1月19日。
17. ↑  「冀東・満洲国に外交員常駐 初代江氏新京に来任」『東京朝日新聞』昭和12年（1937年）3月31日、3面。
18. ↑  「和平救国会宣言を発表 呉氏運動の動向決定 愈々近く開封に出陣」『東京朝日新聞』昭和14年（1939年）1月31日、2面。
19. ↑  詳細は呉佩孚や張燕卿の記事を参照。